# Menelaos
För den grekiske astronomen och matematikern se Menelaos från Alexandria.

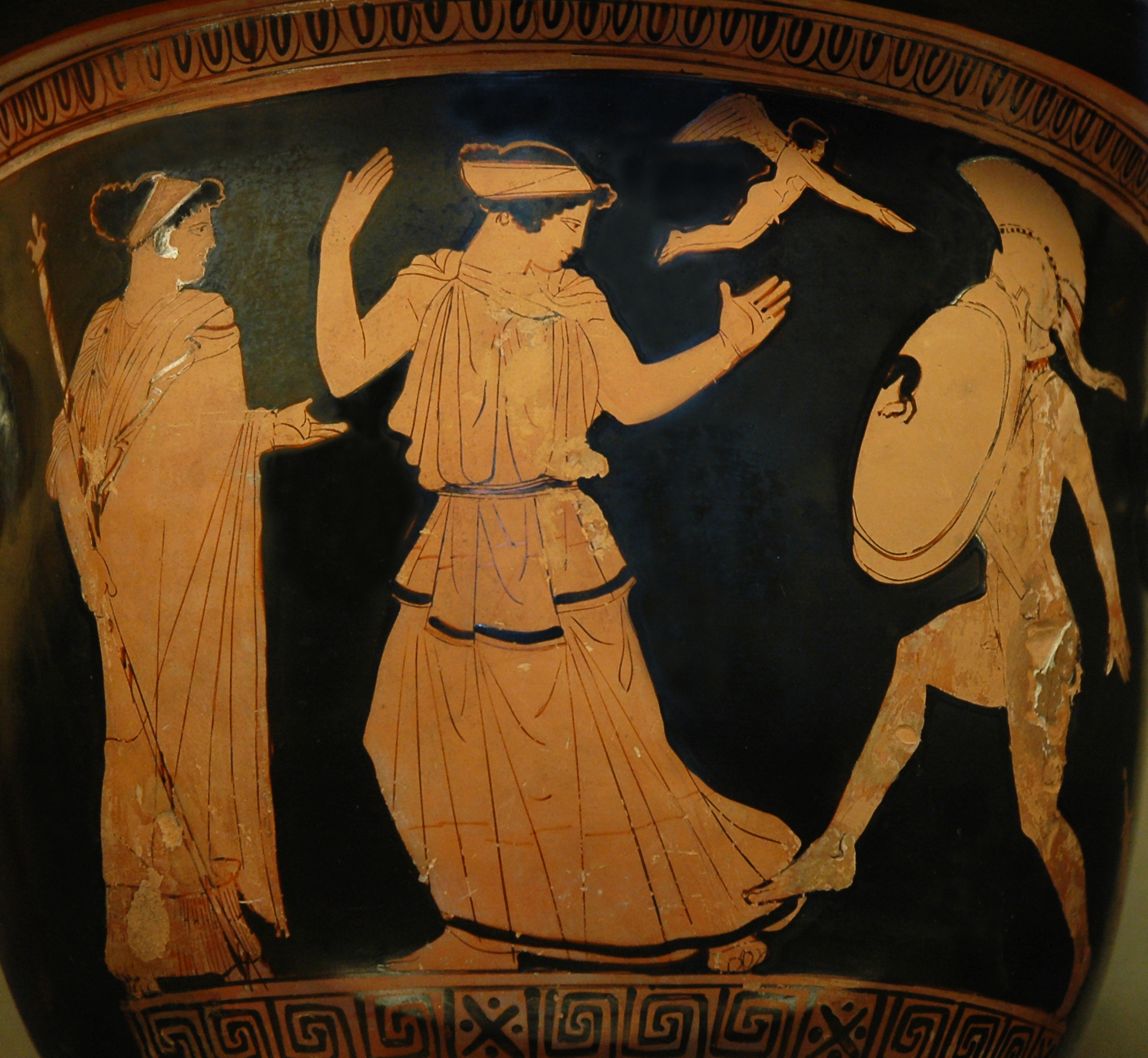
Menelaos återfår Helena. Detalj från en attisk rödfigurig krater, cirka 450 f.Kr. – 440 f.Kr., hittad i Gnathia.

Menelaos var i grekisk mytologi son till kung Atreus i Mykene och yngre bror till Agamemnon. Han var kung i Sparta och Helena var hans gemål.
Menelaos omnämns främst som den som inledde det trojanska kriget. Paris enleverade den sköna Helena och Menelaos samlade en här för att vedergälla dådet. Menelaos återfick slutligen Helena och återvände med henne till Sparta. 
Menelaos hade en son tillsammans med nymfen Knossia på Kreta som hette Xenodamos.